# Serhij Czobotenko
Serhij Andrijowycz Czobotenko, ukr. Сергій Андрійович Чоботенко (ur. 16 stycznia 1997 w Zaporożu) – ukraiński piłkarz grający na pozycji obrońcy.

## Kariera piłkarska

### Kariera klubowa
Wychowanek Szkół Sportowych Metałurh Zaporoże i Dynamo Kijów, barwy których bronił w juniorskich mistrzostwach Ukrainy (DJuFL). Karierę piłkarską rozpoczął 26 lipca 2014 w młodzieżowej drużynie Dynama U-21. 10 sierpnia 2017 przeszedł do Szachtara Donieck. 28 czerwca 2018 został wypożyczony do FK Mariupol. 22 lipca 2019 klub wykupił kontrakt piłkarza.

### Kariera reprezentacyjna
W latach 2013-2014 występował w juniorskich reprezentacjach U-17 i U-19. W 2016 debiutował w młodzieżowej reprezentacji Ukrainy.